# Phragmatobia placida
Phragmatobia placida is een vlinder uit de familie van de spinneruilen (Erebidae), onderfamilie beervlinders (Arctiinae). De wetenschappelijke naam van de 
soort is voor het eerst geldig gepubliceerd in 1835 door Frivaldszky.
Deze nachtvlinder komt voor in Europa.